# جوزيف مال كاري
جوزيف مال كاري (بالإنجليزية Joseph Maull Carey) وهو سياسي أمريكي ينتمي إلى الحزب الجمهوري ولد جوزيف مال كاري في 19 كانون الثاني / يناير من سنة 1845 في ولاية ديلاوير الأمريكية نال كاري شهادة القانون في سنة 1864 من جامعة بنسلفانيا وبدأ كاري حياته المهنية في عام 1867 بصفته محاميا في فيلادلفيا بولاية بنسلفانيا الأمريكية شغل جوزيف مال كاري منصب مدعي عام إقليم وايومنغ ما بين عامي 1869 إلى عام 1871 (انذاك لم تكن وايومنغ قد أصبحت ولاية بعد) وكما شغل كاري كذلك رئيسا لبلدية شايان ما بين عامي 1881 إلى عام 1885. بعد انضمام وايومنغ إلى الاتحاد الأمريكي في سنة 1890 خدم كاري عضوا في مجلس الشيوخ الأمريكي عن ولاية وايومنغ في الفترة ما بين عامي 1890 إلى عام 1895. شغل كاري منصب حاكم على ولاية وايومنغ من عام 1911 إلى عام 1915. توفي جوزيف مال كاري في 5 شباط / فبراير من سنة 1924.